# Стойкович, Даниел
Даниел Стойкович (серб. Данијел Стојковић; 14 августа 1990, Белград) — сербский футболист, защитник.

## Биография
Воспитанник детских команд белградского клуба «Борча». Взрослую карьеру начал в команде «ПКБ Падинска Скела» в низших лигах Сербии. В 2012 году перешёл в столичный «Вождовац», с которым стал бронзовым призёром первой лиги Сербии сезона 2012/13 и заслужил право на выход в высший дивизион. В высшем дивизионе за два сезона в составе «Вождоваца» сыграл 19 матчей, стал полуфиналистом Кубка Сербии 2014/15.
Осенью 2015 года был отдан в аренду в «Борчу», игравшую в первой лиге. Затем по половине сезона играл в высшей лиге за «ОФК Белград» и «Радник» (Сурдулица).
В начале 2017 года перешёл в армянский клуб «Алашкерт», где провёл два с половиной сезона, сыграв 57 матчей в высшем дивизионе Армении. Становился чемпионом страны в сезонах 2016/17 и 2017/18, обладателем (2018/19) и финалистом (2017/18) Кубка Армении, обладателем Суперкубка Армении (2018, не играл). В составе «Алашкерта» провёл 7 матчей в еврокубках.
Летом 2019 года перешёл в «Неман» (Гродно) из высшей лиги Белоруссии, провёл в клубе полтора сезона. В начале 2021 года перешёл в состав дебютанта высшей лиги Казахстана «Атырау», который тренирует бывший наставник «Алашкерта» Арам Восканян.